# Goutelle
De Goutelle is een zijrivier van de Maas. De rivier ontspringt in Bagimont in de Belgische gemeente Vresse-sur-Semois in de provincie Namen en mondt uit te Nouzonville in het Franse departement Ardennes in de regio Grand Est.